# Florentine Mütherich
Florentine Mütherich, née le 26 janvier 1915 à Bestwig et morte à Munich le 12 juin 2015, est une historienne de l'art allemande, spécialisée dans l'époque médiévale, et particulièrement de l'enluminure du Haut Moyen Âge.

## Carrière
Florentine Mütherich présente sa thèse de troisième cycle à Berlin en 1940 sur l'art de l'ornementation de l'orfèvrerie rhénane au temps des Hohenstaufen. Elle est membre de l'Institut central d'histoire de l'art (Zentralinstitut für Kunstgeschichte) de Munich de 1949 à 1980 et professeur chargée de cours à l'université Louis-et-Maximilien de Munich. Elle en est nommée professeur honoraire  en 1969. Florence Mütherich est Visiting Professor à l'université Columbia de 1976 à 1982. Ses recherches portent avant tout sur l'art de l'enluminure.
Elle travaille avec les professeurs Percy Ernst Schramm et Hermann Fillitz à une œuvre monumentale: Denkmale der deutschen Könige und Kaiser, à propos des regalia du Saint-Empire romain germanique. Le premier volume est publié en 1962, le deuxième en 1978. Le premier volume fait l'objet d'une réédition complétée en 1981. Elle contribue de 1954 à 1970 également au Kunstchronik, revue d'histoire de l'art publiée à Munich dont elle fait partie du comité éditorial.

## Quelques œuvres
- Psalterium Sancti Ruperti, commentaires de Florence Mütherich avec la contribution de Fabrizio Crivello, Akademische Druck- und Verlags Anstalt, Graz, 2007
- Das Evangeliar Ottos III. Clm 4453 der Bayerischen Staatsbibliothek München, Prestel, Munich, Londres, New York, 2001 (à propos de l'évangéliaire d'Otton III)
- (en) Studies in Carolingian Manuscript Illumination, The Pindar Press, Londres, 2004